# K3 (gruppo musicale)
Le K3 sono un gruppo musicale femminile belga-olandese con repertorio olandese composto da Hanne Verbruggen, Marthe De Pillecyn e Julia Boschman. Oltre alla musica, sono centrali anche in molti film cinematografici, serie televisive e musical. Lo stile distintivo e l'iconicità di K3 si basano sul fatto che tutte e tre le ragazze indossano per lo più lo stesso vestito e sono tradizionalmente una rossa, una bruna e una bionda. Nel corso della sua carriera, i K3 hanno costruito uno spazio nella cultura pop olandese e belga, diventando uno dei gruppi di maggior successo del Benelux.
Il nome del gruppo si riferisce alle prime lettere dei nomi dei primi membri del gruppo, Kelly Cobbaut, Karen Damen e Kristel Verbeke. Nel corso degli anni si sono succeduti diverse cantanti, tra cui Kathleen Aerts, Josje Huisman e Klaasje Meijer.
K3 è stato fondato da Niels William. Nel 2002 la società di produzione Studio 100 ha assunto le K3. Fin dall'inizio, nel 1998, Miguel Wiels, insieme a Alain Vande Putte e Peter Gillis, scrive la musica per il gruppo.

## Formazione
Attuale
- Hanne Verbruggen (2015-presente)
- Marthe De Pillecyn (2015-presente)
- Julia Boschman (2021-presente)

Firme

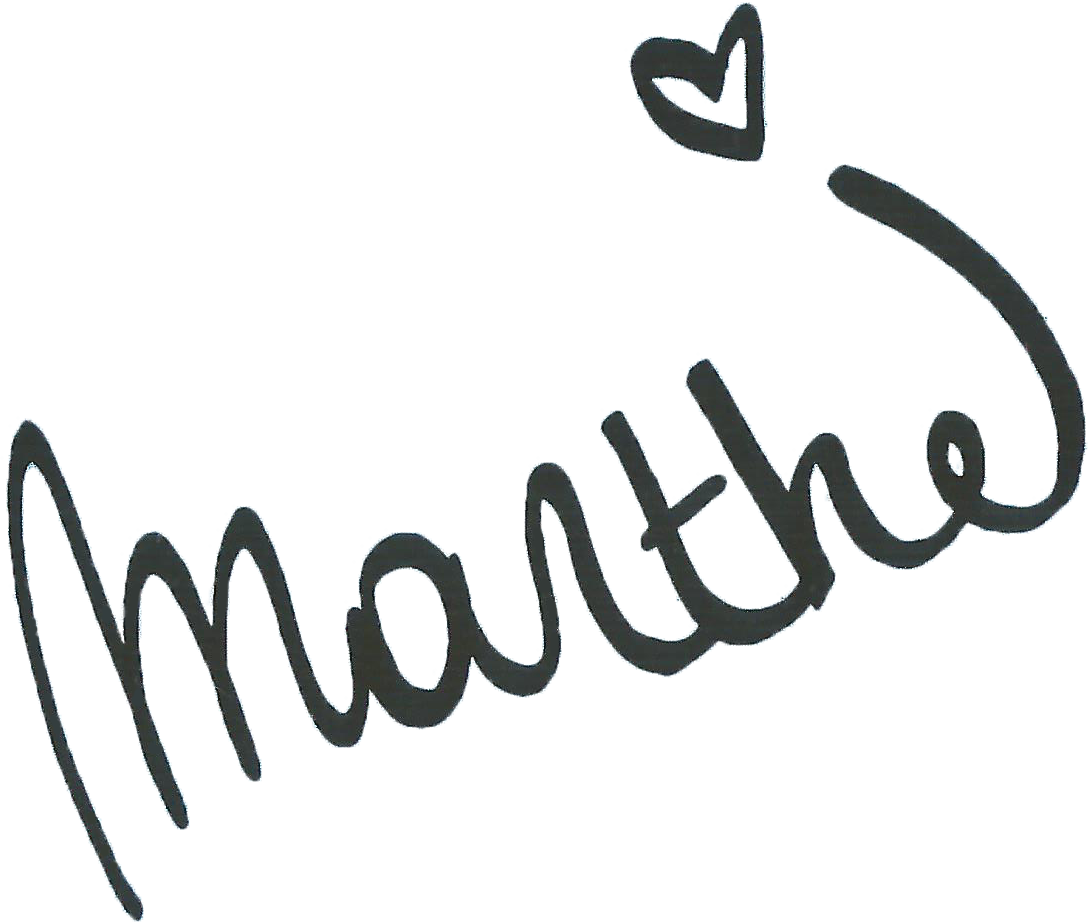
Marthe De Pillecyn

Ex membri
- Kelly Cobbaut (1997)
- Kathleen Aerts (1998-2009)
- Karen Damen (1997-2015)
- Kristel Verbeke (1997-2015)
- Josje Huisman (2009-2015)
- Klaasje Meijer (2015-2021)

## Discografia
Per la discografia completa vedi: K3 discography
Album studio
- 1999 - Parels
- 2000 - Alle kleuren
- 2001 - Tele-Romeo
- 2002 - Verliefd
- 2003 - Oya lélé
- 2004 - De wereld rond
- 2005 - Kuma hé
- 2006 - Ya ya yippee
- 2007 - Kusjes
- 2009 - MaMaSé!
- 2011 - Eyo!
- 2012 - Engeltjes
- 2013 - Loko le
- 2015 - 10.000 Luchtballonnen
- 2016 - Ushuaia
- 2017 - Love Cruise
- 2018 - Roller Disco
- 2019 - Dromen
- 2020 - Dans van de Farao
- 2021 - Waterval
- 2022 - Vleugels
- 2024 - Het lied van de zeemeermin